# Valerij Nepomnjašcij
Valerij Kuzmitj Nepomnjašcij (ryska: Валерий Куэъмич Неромнящий), född 7 augusti 1943, är en rysk tidigare fotbollsspelare och tränare.
Valerij Nepomnjašcij var tränare för det kamerunska landslaget 1988–1990 och uzbekiska landslaget 2006.